# Elsa Dorfman
Pour les articles homonymes, voir Dorfmann.
 
Elsa Dorfman, née le 26 avril 1937 à Cambridge (Massachusetts) et morte le 30 mai 2020 dans la même ville, est une photographe portraitiste américaine. Elle travaille à Cambridge, dans le Massachusetts, est connue pour son utilisation d'un appareil photo Polaroid instantané grand format.

## Biographie

### Jeunesse et éducation
Elsa Dorfman naît le 26 avril 1937 à Cambridge dans le Massachusetts. Elle grandit à Roxbury et à Newton,. Elle est l'aînée des trois filles d'Arthur et d'Elaine (Kovitz). Son père travaille dans une chaîne d'épiceries en tant qu'acheteur de produits; sa mère est femme au foyer. Sa famille est d'origine juive. Elle étudie à l'Université Tufts, où elle se spécialise dans la littérature française. Au cours de sa première année, elle part en voyage Europe dans le cadre du programme d'échange, où elle travaille à Bruxelles pour l'Exposition universelle de 1958 et vit à Paris, vivant dans le même logement étudiant que Susan Sontag. Elsa Dorfman obtient son diplôme en 1959 et s'installe ensuite à New York, où elle est employée comme secrétaire par Grove Press, un des principaux éditeurs Beat. À son retour à Boston, elle poursuit une maîtrise en enseignement primaire au Boston College.

### Carrière
Après avoir obtenu sa maîtrise, Elsa Dorfman enseigne pendant un an pour le niveau de cinquième année dans une école de Concord.
S'appelant elle-même la "Paterson Society", Elsa Dorfman commencé à organiser des lectures pour de nombreux auteurs Beat qui deveniennent ses amis, entretenant une correspondance active avec eux alors qu'ils voyagent dans le monde entier. En 1963, elle commence à travailler pour l'Educational Development Corporation dont le photographe, George Cope, l'initie à la photographie en juin 1965. Elle réalise sa première vente deux mois plus tard, en août 1965, pour 25 dollars, d'une photographie de  Charles Olson qui sera utilisée sur la couverture de son livre The Human Universe. En raison de contraintes économiques, elle n'achète son propre appareil photo qu'en 1967, année où elle envoie un chèque de 150 dollars à Philip Whalen, qui se trouve alors à Kyoto, au Japon,et qui, à son tour, demande à Gary Snyder, qui parle japonais, d'acheter l'appareil et de le lui envoyer par la poste . En mai 1968, elle s'installe dans la maison de Flagg Street qui deviendra la base de son Housebook,

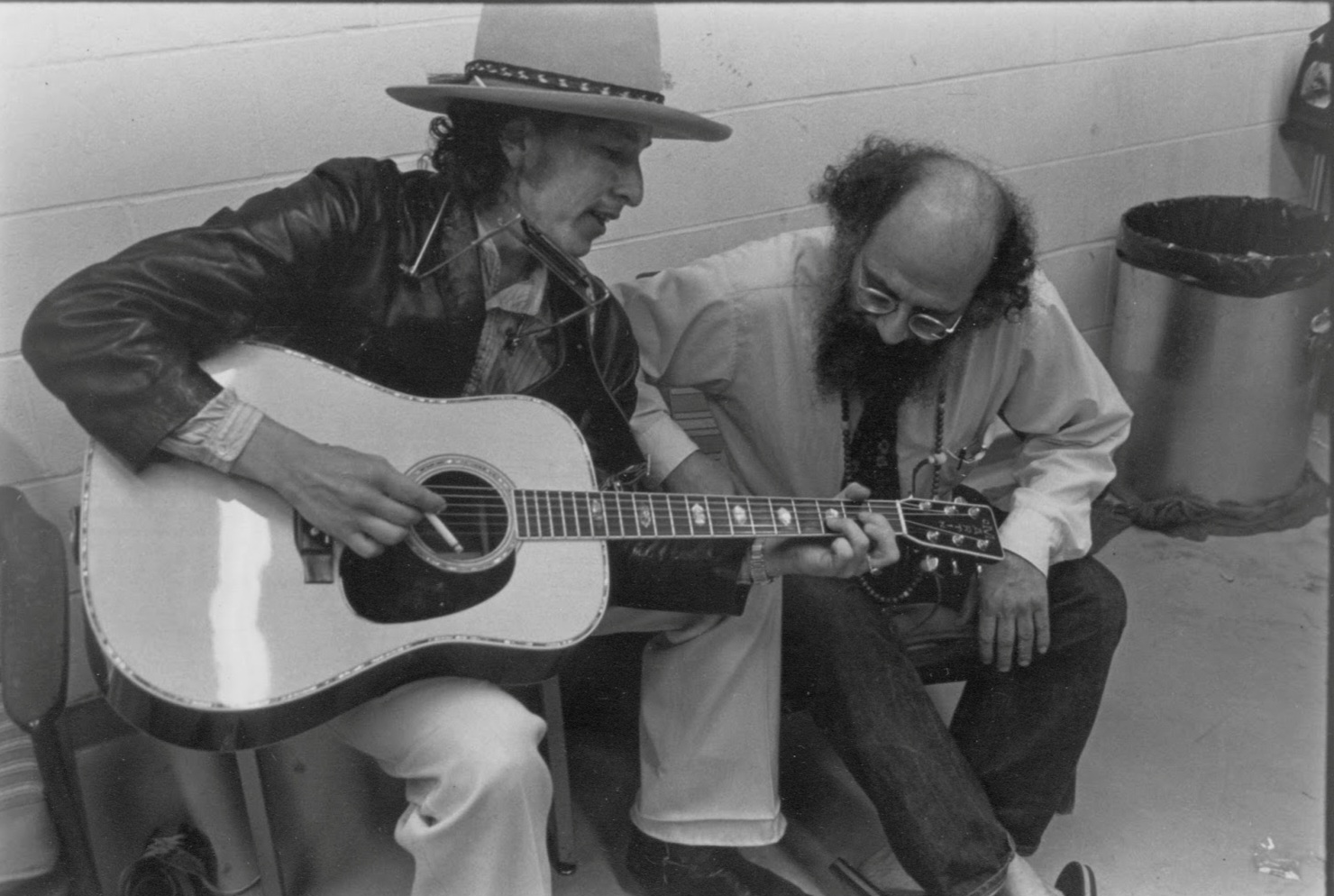
Portrait de Bob Dylan et Allen Ginsberg, 1975

La principale œuvre publiée par Elsa Dorfman, initialement publiée en 1974, est Elsa's Housebook - A Woman's Photojournal, un dossier photographique de la famille et des amis qui lui ont rendu visite à Cambridge lorsqu'elle y vivait à la fin des années 1960 et au début des années 1970. De nombreuses personnes connues, en particulier des figures littéraires associées à la génération Beat, occupent une place importante dans le livre, notamment Lawrence Ferlinghetti, Allen Ginsberg, Peter Orlovsky, Gary Snyder, Gregory Corso et Robert Creeley,, ainsi que des personnes qui deviendront célèbres dans d'autres domaines, comme la féministe radicale Andrea Dworkin, et l'avocat des droits civiques Harvey Silverglate (qui deviendra le mari d'Elsa Dorfman). Elle photographie également les piliers de la scène rock de Boston, comme Jonathan Richman , leader de The Modern Lovers et Steven Tyler d'Aerosmith.
En 1995, elle collabore avec le graphiste Marc A. Sawyer pour illustrer le livret 40 Ways to Fight the Fight Against AIDS . Elle photographie des personnes, atteintes ou non du sida, chacune engagée dans l'une des quarante activités susceptibles d'aider les victimes du SIDA dans leur vie quotidienne. Les photographies ont été exposées en 1995 à la Lotus Development Corporation à Cambridge, à Provincetown et à New York. L'artiste a fait don des coûts de production des photographies pour ce projet.
Elsa Dorfman joue dans le documentaire No Hair Day (1999).
Elle est connue pour son utilisation de l'appareil photo Polaroid 20 x 24 pouces (l'un des six appareils existants), à partir duquel elle réalise de grands tirages. Elle photographie des écrivains, des poètes et des musiciens célèbres, dont Bob Dylan et Allen Ginsberg,. En raison d'une faillite, la Polaroid Corporation cesse entièrement la production de ses produits uniques à pellicule instantanée en 2008. Elsa Dorfman s'  approvisionne pendant un an avec le dernier film instantané 20 x 24 disponible sur son appareil photo.
Sa vie et son œuvre ont fait l'objet du film documentaire de 2016 The B-Side: Elsa Dorfman's Portrait Photography, réalisé par Errol Morris.
Ses portraits font partie des collections du Musée d'art moderne de San Francisco, de la National Portrait Gallery de Washington, DC, des Harvard Art Museums, du Portland Museum of Art du Maine et d'autres .

### Famille
En 1967, Elsa Dorfman rencontre Harvey Silverglate, qui représente la défense dans un procès de drogue. Elle pense que l'affaire pourrait faire l'objet d'un livre et en parle avec lui, après quoi Harvey demande à prendre un portrait de lui et de son frère pour l'offrir à leur mère. Ils se marient près de dix ans plus tard, en 1976. Ensemble, ils ont un fils, Isaac.

### Mort
Elsa Dorfman meurt le 30 mai 2020 à l'âge de 83 ans à son domicile de Cambridge. Selon son mari, elle souffrait d'insuffisance rénale,.

## Œuvres

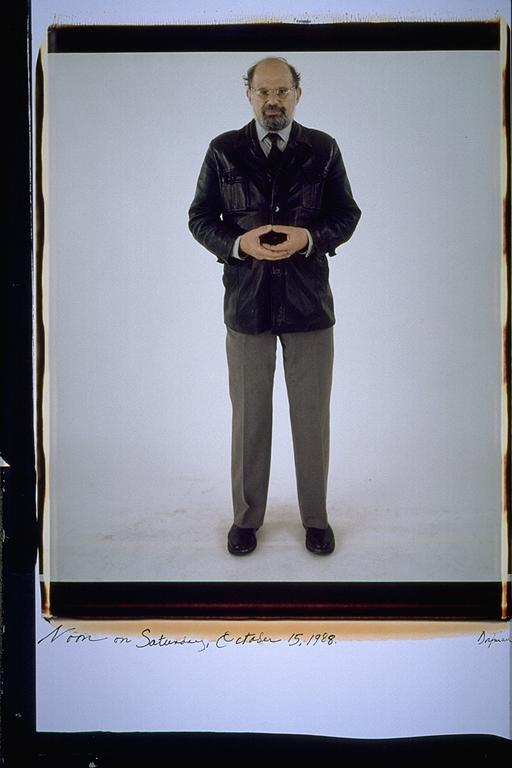
Allen Ginsberg
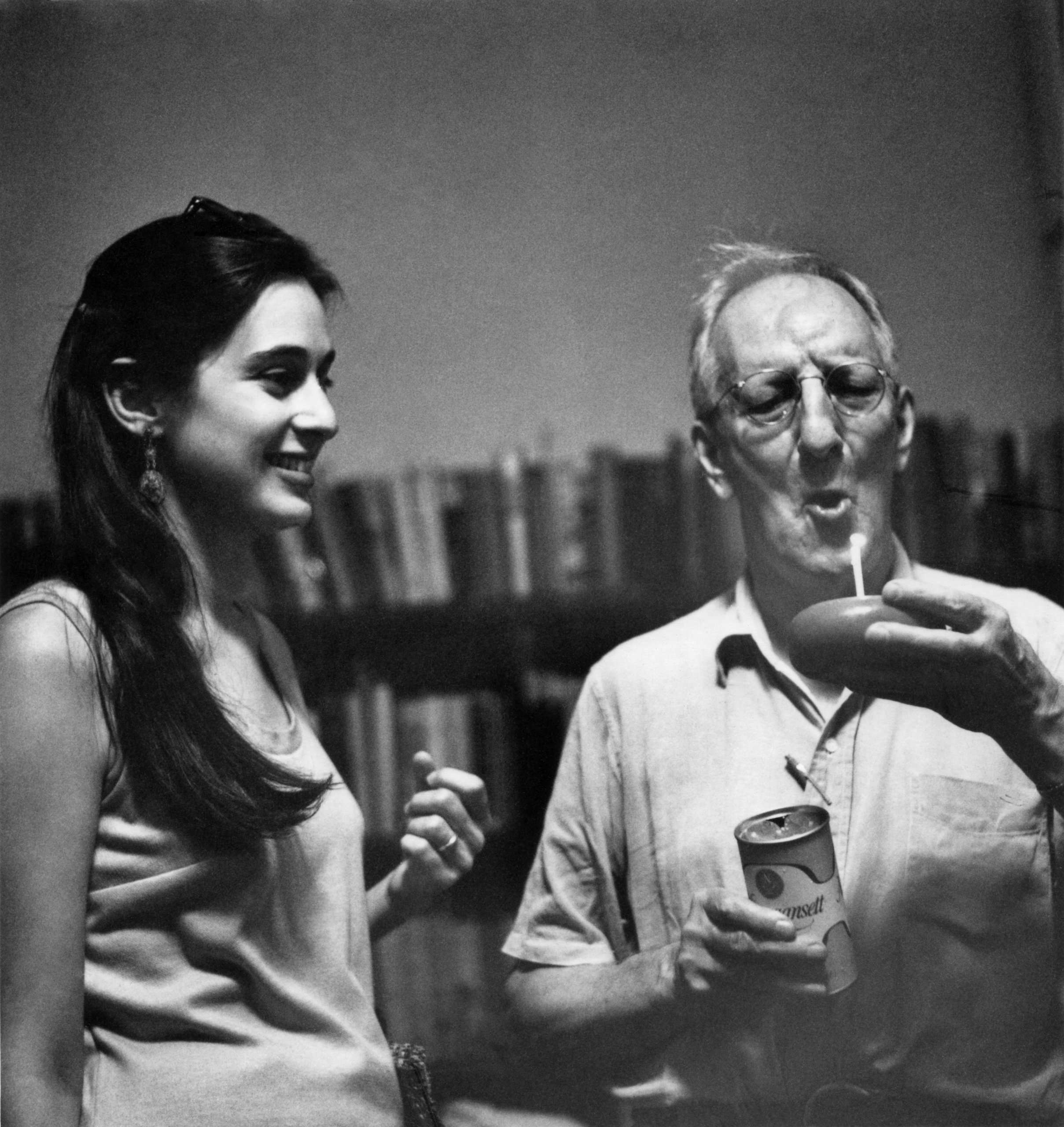
Gail Mazur et Gordon Cairnie chez Grolier
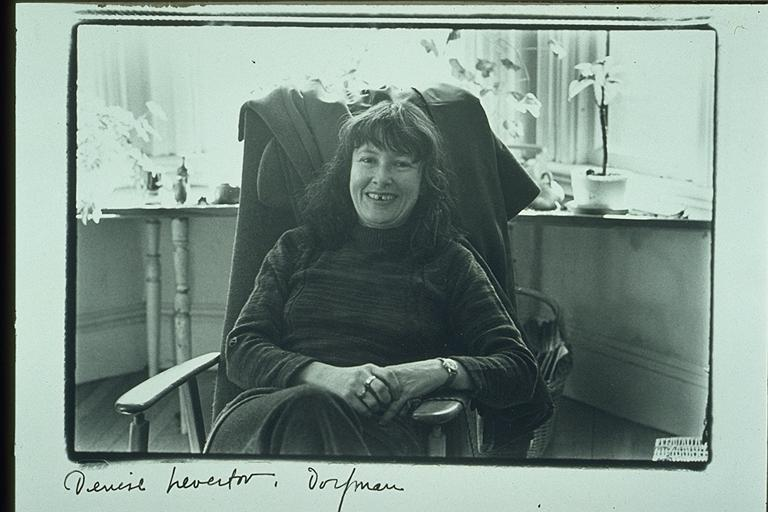
Denise Levertov
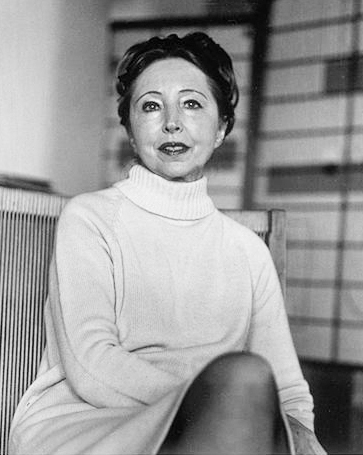
Anaïs Nin
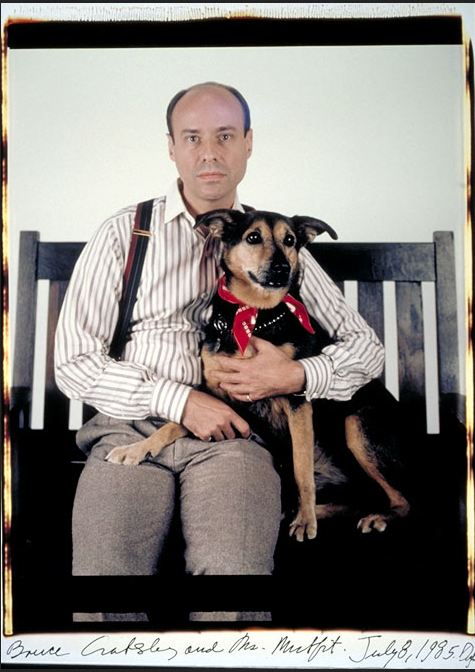
Bruce Crasley

## Archives et registres
- Elsa Dorfman Collection d'appareils photo Polaroid et de films aux collections spéciales de la bibliothèque Baker, Harvard Business School.